# Homosexualität in Kenia

Kenia

Homosexualität ist in Kenia in der Gesellschaft tabuisiert und homosexuelle Handlungen sind strafbar.

## Rechtliche Situation

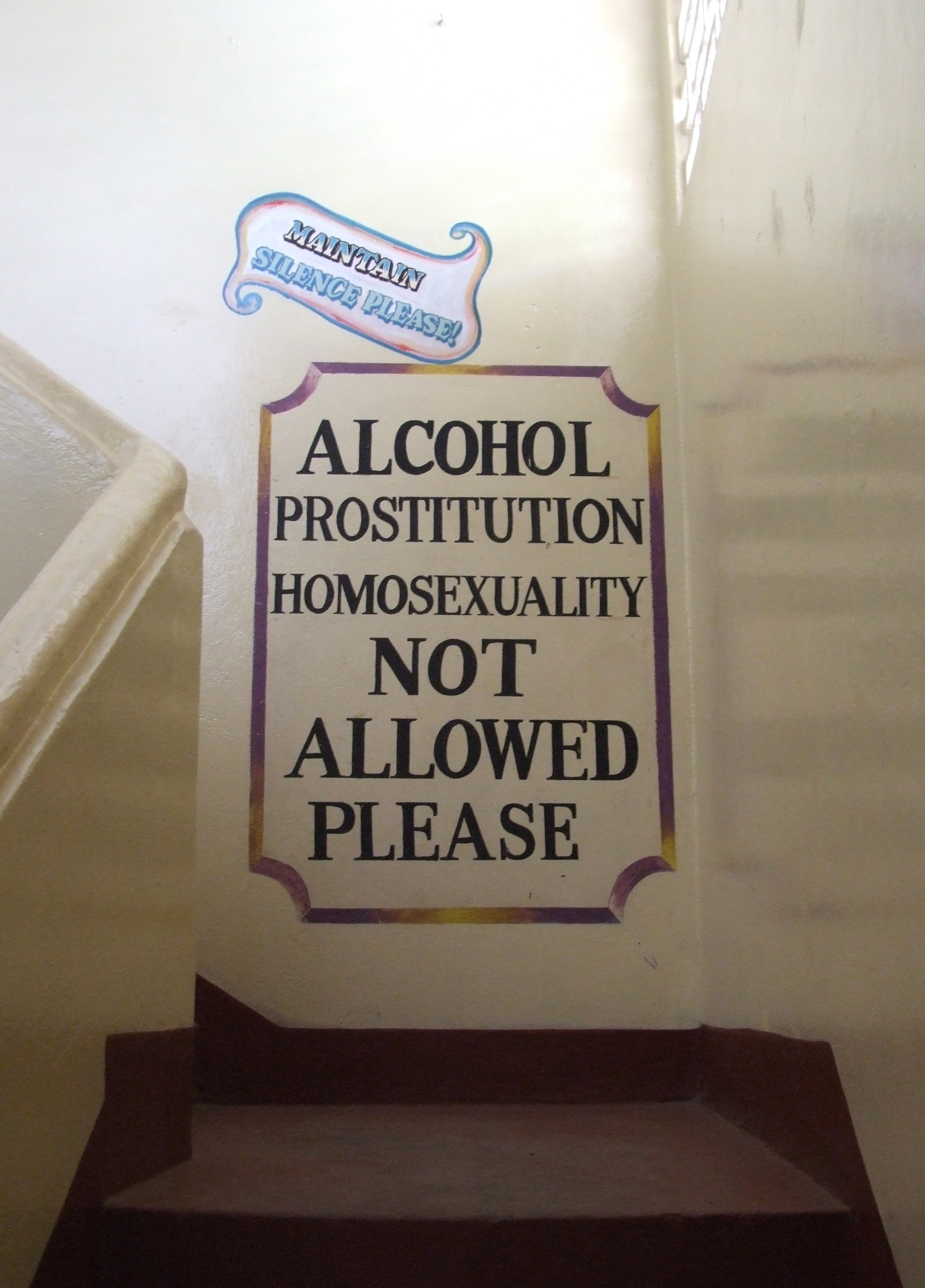
Gästehausregeln an der islamisch geprägten Ostküste

Homosexuelle Handlungen sind in Kenia nach Paragrafen 162 bis 165 des Strafgesetzbuches strafbar. In Paragraf 165 des Strafgesetzbuches wurde eigens ein Straftatbestand für homosexuelle Handlungen zwischen Männern geschaffen. Das Strafmaß beträgt 5 bis 14 Jahre Freiheitsstrafe. Zu strafrechtlichen Verurteilungen kam es in den letzten Jahren nur vereinzelt, jedoch dienen die Gesetze oftmals zur Verhaftung von queeren Personen.
Es existiert in Kenia kein Antidiskriminierungsgesetz. Ebenso besteht weder in der Form der Gleichgeschlechtlichen Ehe noch in einer Eingetragenen Partnerschaft eine staatliche Anerkennung von gleichgeschlechtlichen Paaren.
Im November 2009 wurde bekannt, dass die Regierung eine Zählung homosexueller Männer plane, was als Präventionsmaßnahmen gegen den in Kenia stark verbreiteten HI-Virus begründet wurde. Als problematisch wurde dies vor allem wegen der gesetzlichen Strafbarkeit homosexueller Handlungen in Kenia betrachtet. Zuvor wurden homosexuelle Menschen nicht bei der AIDS-Prävention berücksichtigt, obwohl deren Prävalenz laut einer Studie von 2007 bei 43 Prozent liegt.
Eine gleichgeschlechtliche Ehe ist in Kenia nur durch eine Verfassungsänderung möglich, da in der Verfassung von 2010 nur das Recht verankert ist, eine Person des anderen Geschlechts zu heiraten (Kapitel 2, Absatz 45 (2)).

## Gesellschaftliche Situation
Homosexuelle Menschen werden durch die Gesetzeslage in den gesellschaftlichen Untergrund gedrängt. Derzeit gibt es in der Hauptstadt Nairobi acht Organisationen, die für die Legalisierung von Homosexualität werben, Schwule und Lesben beraten und über AIDS und HIV aufklären.
Der Film Rafiki der Regisseurin Wanuri Kahiu erzählt eine lesbische Liebesgeschichte in Nairobi. Der Film wurde 2018 in Kenia aufgrund der positiven Darstellung von Homosexualität zunächst verboten. Nach einer gerichtlichen Klage der Regisseurin, in der sie argumentierte, der Film müsse in Kenia gezeigt werden, um ihn bei den Oscars einreichen zu können, wurde das Verbot für eine Woche aufgehoben.

## Filme
- Jim Chuchu: Stories of Our Lives, 2014
- Rafiki, 2018